# Dmanisi régészeti helyszín
A dmanisi régészeti helyszínen Grúzia Alsó-Kartli területén 1936-ban kezdődtek kutatások. A gazdag őskori és középkori leletek és különböző épületek romjai, szobrai mellett egyedülálló őskori állati és emberi maradványok is napvilágra kerültek. Egyes állati csontokat A. Vekua grúz paleontológus a kihalt rinocérosz, a Dicerorhinus etruscus etruscus maradványaként azonosított 1983-ban. Ez a faj a korai pleisztocén korból származik. 1984-ben primitív kőeszközöket fedeztek fel a területen, ami növelte az érdeklődést a helyszín iránt. 1991-ben egy csapat grúz tudóshoz német régészek csatlakoztak, majd később amerikai, francia és spanyol kutatók is. 2007-ben került a javasolt világörökségi helyszínek listájára.

## Homo erectus georgicus
Korai emberi maradványokra 1991 és 2005 között bukkantak Dmanisiben, a homo georgicus vagy homo erectus georgicus elnevezést kapta. Az 1,8 millió éves maradványokról úgy vélik, a homo erectus alfaja és nem önálló fajtája a homo nemzetségnek. Ezek a maradványok a kaukázusi ember legkorábbi jelenlétének bizonyítékai. Ezt követően négy csontvázat találtak, amelyek koponyájuk és felsőtestük alapján primitív fajra utalnak, de gerincük és alsó végtagjaik tekintetésben viszonylag fejlettebbek voltak. Azóta úgy vélik, ez a faj lehetett az átmenet az Australopithecus és a homo erectus között.
Az ember kaukázusi jelenléte a legkorábbi őskorba nyúlik vissza. 1,8 millió éves emberi maradványokra bukkant 1991-ben David Lordkipanidze a helyszínen, amelyek a legrégebbi leletek Afrikán (Zatiashvili, 2008) kívül.